# AS-381
La AS-381, también conocida como Carretera Lugones - Porceyo, es una vía de comunicación que pertenece a la Red Local de 1º Orden de Carreteras del Principado de Asturias.
Actualmente se inicia en la rotonda de la Avenida de Gijón, en Lugones y termina en la salida 20 de la Autovía Industrial (AS-II) en el polígono de Porceyo, Gijón.

## Historia
La primera mención a esta carretera se hace en el Plan Español de Carreteras de 1860, donde se plantea esta como carretera "Adanero a Gijón por Valladolid y León", volviendo a ser mencionada en el plan de 1877. En el Plan de Sistematización de la Red y Nomenclatura de los Caminos Nacionales y Comarcales de 1940, más conocido como Plan Peña, fue denominada como N-630; extendiéndose desde Gijón hasta Sevilla. En el año 1984, cuando se cedieron la mayoría de las carreteras Comarcales y Locales que gestionaba el MOPU en el Principado de Asturias, el tramo entre Gijón y Oviedo de la N-630 fue también cedido por parte del Estado. 
En el año 1986, cuando se aprueba el I Plan Regional de Carreteras del Principado de Asturias, plan que se encargaría de estudiar y planificar las obras de adecuación de la reciente red de carreteras transferida tanto por el Estado como por la extinta Diputación Provincial de Oviedo, también contenía un apartado en el que la futura red de carreteras del Principado de Asturias se clasificaría en Regionales, Comarcales y Locales. En este caso, el tramo original de la N-630 entre Gijón y Oviedo pasaría a formar parte de la Red Regional. Posteriormente, en el año 1989, se aprueba el Catálogo de Carreteras de la Red del Principado de Asturias, en la cual la carretera pasaría a denominarse AS-18.
En 1994, tras finalizarse el primero, se da paso al II Plan Regional de Carreteras del Principado de Asturias. En este plan, se habla del desdoblamiento del tramo Roces - Porceyo, y también de una carretera de nueva construcción entre Oviedo y Porceyo, por lo que en 1999, al concluir el desdoblamiento de dicho tramo, se inician las obras de la nueva carretera. No es hasta casi mediados de la década del 2000 cuando al fin se culmina la nueva carretera, que por aquel entonces recibió la denominación de AS-18 y la carretera primitiva entre Oviedo y Gijón recibió la de AS-18a. Nada más terminadas las obras se inicia el desdoblamiento en autovía de la recién inaugurada AS-18, que se alargarán hasta 2007. En este año, la denominación de la AS-18 cambia a la actual de la AS-II mientras que la AS-18a cambia a la de AS-266. 
En el Catálogo de Carreteras de la Red del Principado de Asturias de 2017, la carretera bajaría su categoría, dejando de pertenecer a la Red Comarcal y pasando a la Red Local de 1.º Orden, cambiando así su denominación a la actual AS-381 y perdiendo el tramo Oviedo - Lugones que pasa a gestión municipal.